# Fountainea eurypyle
Espèce
Fountainea eurypyle  est un insecte lépidoptère de la famille des Nymphalidae et de la sous-famille des Charaxinae et du genre Fountainea.

## Dénomination
Fountainea eurypyle a été décrit par Cajetan Freiherr von Felder et Rudolf Felder  en 1862 sous le nom initial de Nymphalis eurypyle.

### Sous-espèces
- Fountainea eurypyle eurypyle
- Fountainea eurypyle confusa (Hall, 1929)
- Fountainea eurypyle glanzi (Rotger, Escalante & Coronado, 1965)[1].

### Nom vernaculaire
Fountainea eurypyle se nomme Pointed Leafwing en anglais.

## Description
Fountainea eurypyle est un papillon d'une envergure d'environ 55 mm, aux ailes antérieures à bord costal bossu, apex anguleux et bord externe très légèrement concave et aux ailes postérieure avec chacune une queue.
Le dessus est de couleur beige orangé à rouge orangé avec aux ailes antérieure une bande marron de la moitié du bord costal à la moitié du bord externe puis remontant vers l'apex.
Le revers est beige et mime une feuille morte.

## Biologie

### Plantes hôtes
Les plantes hôtes de sa chenille sont des Croton, Croton reflexifolius et Croton jalapensis.

## Écologie et distribution
Fountainea eurypyle est présent au Mexique, au Guatemala, au Nicaragua, au Costa Rica, au Panama, en Équateur, en Bolivie et au Pérou,.

### Protection
Pas de statut de protection particulier.